# Rivière la Martre
Der Rivière la Martre ist ein rechter Nebenfluss des Marian River in den Nordwest-Territorien im Norden Kanadas.
Der Rivière la Martre entwässert den Lac la Martre an dessen Südostufer 2 km südlich der Siedlung Whatì. Er fließt anfangs in östlicher Richtung. Zu Beginn durchfließt er den See Boyer Lake und passiert die Stromschnellen Chutes la Martre. Der Fluss mäandriert im Anschluss in nordöstlicher Richtung und mündet nach etwa 60 km in den nach Süden fließenden Marian River, der in den Marian Lake mündet. Am Pegel oberhalb der Chutes la Martre beträgt der mittlere Abfluss 31 m³/s. Das Einzugsgebiet am Pegel umfasst 13.900 km². 